# Հ
La Հ, minuscolo հ, è la sedicesima lettera dell'alfabeto armeno. Il suo nome è հո, ho (armeno: [ho]).
Rappresenta foneticamente la consonante fricativa glottidale sorda [h].

## Codici
- Unicode:
  - Maiuscola Հ : U+0540
  - Minuscola հ : U+0570